# José E. Serrano
José Enrique Serrano (ur. 24 października 1943 w Mayagüez w Portoryko) – amerykański polityk, członek Partii Demokratycznej.

## Działalność polityczna
Od 1975 do 1990 zasiadał w New York State Assembly. W okresie od 20 marca 1990 do 3 stycznia 1993 przez dwie kadencję był przedstawicielem 18. okręgu, następnie do 3 stycznia 2013 przez dziesięć kadencji przedstawicielem 16. okręgu, a od 3 stycznia 2013 do 3 stycznia 2021 przez cztery kadencje był przedstawicielem 15. okręgu wyborczego w stanie Nowy Jork w Izbie Reprezentantów Stanów Zjednoczonych.